# Frank Zimmermann (Leichtathlet)
Frank Zimmermann (* 10. August 1955 in Berlin-Staaken) ist ein ehemaliger deutscher Leichtathlet, der sich auf den Langstreckenlauf spezialisiert hatte.

## Karriere
Frank Zimmermann startete für den SC Charlottenburg.
Bei den Deutschen Meisterschaften 1978 in Köln und 1979 in Stuttgart gewann Zimmermann den Titel im 5000-Meter-Lauf. 1978 wurde er außerdem Zweiter über 10.000 Meter hinter Karl Fleschen.
Frank Zimmermann lief von 1976 bis 1984 bei 14 Meisterschaften und Länderkämpfen im Nationaltrikot. Bei den Europameisterschaften 1978 in Prag belegte Zimmermann über 5000 Meter den 10. Platz. 1980 stand Zimmermann im fiktiven Aufgebot für die Olympischen Spiele in Moskau, an denen die bundesdeutsche Mannschaft wegen des Olympiaboykotts nicht teilnehmen durfte. Zimmermann nahm auch mehrfach an den Crosslauf-Weltmeisterschaften teil. Sein bestes Ergebnis war der achte Platz 1979 in Limerick.
1981 wurde Frank Zimmermann Dritter über 5000 Meter bei der Universiade in Bukarest.

## Bestleistungen
- 5000 Meter: 13:18,20 Minuten, 4. Juli 1978 in Stockholm
- 10.000 Meter: 27:42,8 Minuten, 28. April 1979 in Troisdorf